# Șîbîn, Demîdivka
Șîbîn (în ucraineană Шибин) este un sat în comuna Boremel din raionul Demîdivka, regiunea Rivne, Ucraina.

## Demografie
Componența lingvistică a localității Șîbîn
     Ucraineană (100%)
Conform recensământului din 2001, toată populația localității Șîbîn era vorbitoare de ucraineană (100%).